# Meucat (Trienggadeng)
Meucat is een bestuurslaag in het regentschap Pidie Jaya van de provincie Atjeh, Indonesië. Meucat telt 556 inwoners (volkstelling 2010).